# Dicrastylis globiflora
Dicrastylis globiflora là một loài thực vật có hoa trong họ Hoa môi. Loài này được (Endl.) Rye mô tả khoa học đầu tiên năm 2005.